# Константин Кастриот
Константин Кастриот је био прадјед Скендербегов, како наводи Иван Јастребов. Жена му је била Јелена, унука Карла Топије.
Серина је село која се помиње код Музакија као лични посјед Скендербеговог прадједа Константина Кастриота. Музаки га назива Dominus Serinae. Срој (Серина) према Хану, Reise durch die Gebiete von Drin und Wardar стр. 304, удаљен је од Ћутета Скендербега наводно свега четири сата јужно, али ондје није било таквог села, а у Тедрини има и треба 15 сати да би се из Ћутета приспјело у Серину (Срој). Диканж Константина Кастриота назива Meserechus (Задримљанин). Предио иза Дрима на сјеверозападној страни, тамо гдје је Пострипа, Арнаути зову Мазреково. Навјероватније се и на арнаутском предио звао Тедрина, гдје су Серој (Serina) и Ујмиште. Узевши да је у Ујмишту стара Umenestia, у Сроју (Serine) Кастриоти су имали своје посједе, па такође тиме се објашњава да се зато прозвало Масреком, јер су та имања била у Масреци, Тедрини, Задрими. Пошто је Константин Кастриот био владар Серине, Костура и Вуменестрије, ово посљедње село је свакако било близу Серине. Пјетро Кјара и српски љетописац Троношки тврде да се Кастриоте тако зову због града Костура, Касторије. Кјара наводи да је видио испод портрета Скендербега у Фиренци натпис Касториота, а не Кастриота. Скендербеогов предјед је потицао из дебарског племена Кастри. До објављивања Музакијевих мемоара од стране професора Хопфа, сви су мислили да је Скендербег по народности био Албанац. Хопфово откриће докумнената доказују његову словенску народност. Професор историје на атинском универизиету, Папаригопуло је изјавио и са катедре и у новинама да је Скендербег поријеклом Словен. Димче, такођер професор у Атини га је због тога назвао издајником хеленизма, тврдећи да је Скендербег био Грк. Папаригопуло се позивао на Халкокондила који оца Скендербеговог зове Иван, а не Јован (грчки), иако је он турцизирана имена преводио на грчки (Али у Илију, Ибрахима у Аврама…) Халкокондил га је звао Иваном, по Папаригопулу, јер су га исто звали сви и Словени и Грци и Албанци.
Каплан Буровић наводи податак да је Константин по некима син цара Лазара а по другима отац Ивана Кастриоте, тј. дјед Скендербега. По некима је и син Ђурђа Првог Балшића.